# Slobodan Prosperov Novak
Slobodan Prosperov Novak (Lesina, 1951) è uno storico, critico della Letteratura croata e della Storia delle Letterature del Rinascimento, teatrologo, commediografo e docente universitario croato.
Autore di oltre una cinquantina di libri. È uno dei più profondi conoscitori del commediografo rauseo del Cinquecento, Marin Držić (Marino Darsa). Recentemente, curata da lui ed edita dall'Istituto Lessiconografico Miroslav Krleža, è uscita "L'Enciclopedia darsiana", mentre nel 2008 ha presieduto il Comitato per il Cinquecentenario della nascita del poeta raguseo e il relativo Convegno Internazionale, svoltosi a Dubrovnik e a Siena.
Prosperov Novak si è laureato nel 1973 alla Facolta' di Filosofia dell'Ateneo di Zagabria, conseguendo anche il dottorato. Quale docente, entra nell'Università nella seconda metà degli anni Settanta, per divenire Ordinario nel 1988. In precedenza insegna all'Istituto di Filologia slava alla Sapienza di Roma e, in seguito, alla Yale University di New Haven (USA).
Dal 1990 al 1992 è stato Viceministro della Cultura nei primi Governi della Croazia (vi si allontana quando la destra prende il sopravvento).
Nel 1993 organizza a Dubrovnik il 59* congresso mondiale del PEN Club (presidente della sezione croata, dal 1990 al 2000).
Ha fondato il Centro Studi Mediterranei Istituto Grga Novak a Hvar (Lesina), nonché numerosi periodici culturali di cui è stato direttore responsabile: "Lettera Internazionale" edizione croata, "Cicero", "Vijenac", "Il Ponte-The Bridge".
È stato presidente del Festival teatrale "I Giochi Ragusei".
Attualmente insegna all'Università di Spalato, presso la Facolta' di Filosofia nei dipartimenti di Italianistica e Anglistica